# Pia Lokin-Sassen
Pia Elisabeth Marie Sophie Lokin-Sassen ('s-Hertogenbosch, 9 oktober 1946) is een Nederlands politica namens het Christen-Democratisch Appèl (CDA).

## Biografie
Lokin-Sassen was van 1971 tot 1974 werkzaam als advocaat en procureur. Van 1974 tot 2009 was zij universitair docent staatsrecht aan de faculteit der Rechtsgeleerdheid van de Rijksuniversiteit Groningen.
Voor het CDA was Lokin-Sassen in 2007 lid van de commissie Grote Stedenbeleid. In 2008 werd zij lid van de CDA-commissie Eerste Kamer. Sinds oktober 2010 is zij voorzitter van het CDAV van de provincie Groningen.
Lokin-Sassen stelde zich verkiesbaar voor de Eerste Kamerverkiezingen van 2011. Zij werd gekozen en op 7 juni 2011 beëdigd. Bij de Eerste Kamerverkiezingen van 2015 stond zij op plaats 13 van de kandidatenlijst, wat niet voldoende was om herkozen te worden. Na de beëdiging van Wopke Hoekstra als minister van Financiën in het Kabinet-Rutte III trad zij op 31 oktober 2017 wederom toe tot de Eerste Kamer. Ze zou tot midden 2019 Kamerlid blijven.

## Persoonlijk
Ze is de dochter van de politicus Maan Sassen. In 1978 trouwde Sassen met Jan Lokin met wie zij zes kinderen kreeg.
- Library of Congress Control Number: no2024043503
- Parlement.com: viej861fr8zr